# 野球ミャンマー代表
野球ミャンマー代表（やきゅうミャンマーだいひょう）は、ミャンマーの野球ナショナルチームである。
2005年に野球連盟が発足し、国際野球連盟に加盟した。同年に正式な代表チームが発足。

## 戦績
- 2005年

東南アジア競技大会（マニラ） - 1勝4敗で4位。
- 2007年

東南アジア競技大会（バンコク） - 2勝3敗で4位。
- 2008年

第1回泰緬親善大会（バンコク） - 0勝3敗。
- 2009年

第8回アジアン・ベースボール・カップ - グループBで1勝2敗。タイとの順位決定戦に敗れ6位。

## ミャンマーにおける野球の動向
上記「戦績」と重複する内容は略記。
2000年
- 3月 ミャンマー野球連盟準備委員会設立。委員会の要請で、元国連職員の岩崎亨が監督就任。ミャンマー人に野球指導を開始。
- 5月 第1回日緬友好野球試合（在留邦人チームVSミャンマーチーム）
- 7月 アジア野球連盟・日本高校野球連盟に支援要請。野球道具、指導者派遣などの支援を受ける。

2001年
- 1月 第2回日緬野球親善試合（VS来緬日本チーム）
- 4月 アジア野球連盟主催上海野球クリニックに特別招待枠で6名が参加。

2002年
- 4月 首都ヤンゴンに野球場建設開始。同年5月末日完成。11月に完成記念式典がおこなわれた。

2003年
- 12月 第1回緬日親善試合（VS来緬日本チーム）公式戦1勝6敗。

2004年
- 12月 第2回緬日親善試合（VS来緬日本チーム）公式戦5勝0敗。

2005年
- 2月

アジア野球連盟主催タイ野球クリニックに選手11名が参加。
ミャンマーオリンピック委員会から認可を受けて正式にミャンマー野球連盟が発足。
- 4月 アジア野球連盟に加盟承認。
- 6月 国際野球連盟（IBAF）総会にて加盟国承認。
- 8月・9月 東南アジア競技大会に向けて日本強化合宿。
- 11月 東南アジア競技大会（マニラ）
- 12月 滋賀県高等学校野球連盟より、指導者研修の指導員が派遣される。

2006年
- 4月 IMI Baseball Clubをはじめ3クラブチームが連盟登録。
- 8月 アウンナインウーが日本高等学校野球連盟・滋賀県高等学校野球連盟の協力により滋賀県で審判研修を受ける。
- 12月 滋賀県高校生選抜チームがミャンマーを訪問。

2007年
- 12月 東南アジア競技大会（バンコク）

2008年
- 12月　第1回泰緬親善大会（バンコク）

2009年
- 4月 第8回アジアン・ベースボール・カップ

2010年
- 1月

第1回ミャンマークラブチーム対抗戦を開催（IMI vs クラブチーム選抜）。
第1回ミャンマークラブチーム・リーグ戦を開催。
2011年
- 1月 第2回ミャンマークラブチーム・リーグ戦開催

2013年
- 6月 ゾーゾー・ウー（投手）が四国アイランドリーグplusの香川オリーブガイナーズに入団[1]。

## 歴代監督
- 岩崎亨（2000 - 2006）
- アウン・ナイン・ウー（2006 - 現在）

## 本拠地
- チャイカサン球場（ヤンゴン市スポーツ学校内）